# Bisdom San Carlos de Ancud
Het bisdom San Carlos de Ancud (Latijn: Dioecesis Sancti Caroli Ancudiae) is een rooms-katholiek bisdom met als zetel Ancud, in Chili. Het bisdom is suffragaan aan het aartsbisdom Puerto Montt. 

## Geschiedenis
Het bisdom werd opgericht op 1 juli 1840, uit delen van het bisdom Concepción, en was suffragaan aan het aartsbisdom Santiago de Chile. Op 20 mei 1939 wisselde het van kerkprovincie en werd suffragaan aan het nieuw verheven aartsbisdom Concepción. Op 10 mei 1963 wisselde het van kerkprovincie en werd suffragaan aan het nieuw verheven aartsbisdom Puerto Montt.

## Parochies
Het bisdom had in 2020 een oppervlakte van 24.941 km2 en telde 182.900 inwoners waarvan 81,5% rooms-katholiek was.

## Bisschoppen
- Justo Donoso Vivanco (3 juli 1848 - 10 maart 1853)
- Vicente Gabriel Tocornal Velasco (10 maart 1853 - 9 juni 1856)
- Juan Francisco de Paula Solar Mery (19 maart 1857 - 21 april 1882)
- Agustín Lucero Lazcano (3 december 1886 - 3 december 1897)
- Ramón Ángel Jara Ruz (2 mei 1898 - 31 augustus 1909)
  - Augusto Klinke Leier (hulpbisschop: 11 november 1908 - 19 juni 1910)
- Pedro Armengol Valenzuela Poblete (30 juni 1910 - 16 december 1916)
- Antonio José Luis Castro Alvarez (21 februari 1918 - 23 oktober 1924)
- Abraham Aguilera Bravo (26 oktober 1924 - 30 april 1933)
- Ramón Munita Eyzaguirre (27 januari 1934 - 29 april 1939)
- Hernán Frías Hurtado (28 maart 1940 - 13 januari 1945)
- Cándido Rada Senosiáin (9 juni 1945 - 22 december 1949)
- Augusto Osvaldo Salinas Fuenzalida (3 augustus 1950 - 15 juni 1958)
- Alejandro Durán Moreira (17 april 1959 - 31 maart 1966)
- Sergio Otoniel Contreras Navia (21 november 1966 - 25 januari 1974)
- Juan Luis Ysern de Arce (13 mei 1974 - 15 september 2005)
- Juan Maria Florindo Agurto Muñoz (15 september 2005 - heden; coadjutor sinds 22 oktober 2001)

Puerto Montt (aartsbisdom) · Osorno · Punta Arenas · San Carlos de Ancud